# District de Chris Hani
Le district municipal de Chris Hani (Chris Hani District Municipality en anglais), est un district municipal d'Afrique du Sud, situé dans la partie occidentale de la province du Cap-Oriental.
Il est divisé en huit municipalités locales et en zones de gestion (District Management Areas en anglais).
La capitale du district de Chris Hani est Queenstown. Les langues les plus communément parlées par les 801 344 habitants sont le xhosa, l’afrikaans et l’anglais.

## Municipalités locales
Le district regroupe les municipalités locales suivantes :
| Municipalité locale | Population | % de la population totale |         |
| ------------------- | ---------- | ------------------------- | ------- |
| Enoch Mgijima       | EC139      | 245,975                   | 30,92 % |
| Ngcobo              | EC137      | 155,513                   | 19,55 % |
| Intsika Yethu       | EC135      | 145,372                   | 18,28 % |
| Emalahleni          | EC136      | 119,460                   | 15,02 % |
| Inxuba Yethemba     | EC131      | 65,560                    | 8,24 %  |
| Sakhisizwe          | EC138      | 63,582                    | 7,99 %  |

## Démographie
Voici les statistiques issues du recensement de 2001.
| Langue               | Population | %       |
| -------------------- | ---------- | ------- |
| Xhosa                | 695,348    | 88,58 % |
| Afrikaans            | 47,872     | 6,10 %  |
| Anglais              | 20,579     | 2,62 %  |
| Langage des signes   | 5,512      | 0,70 %  |
| Sotho du Sud         | 4,068      | 0,52 %  |
| Autres               | 4,009      | 0,51 %  |
| Zoulou               | 2,157      | 0,27 %  |
| Ndébélé du Transvaal | 1,800      | 0,23 %  |
| Sotho du Nord        | 1,692      | 0,22 %  |
| Tswana               | 1,254      | 0,16 %  |
| Venda                | 309        | 0,04 %  |
| Tsonga               | 304        | 0,04 %  |
| Swati                | 115        | 0,01 %  |

### Sex-ratio
| Genre  | Population | %       |
| ------ | ---------- | ------- |
| Femmes | 418,823    | 52,65 % |
| Hommes | 376,638    | 47,35 % |

### Groupes ethniques
| Groupe ethnique    | Population | %       |
| ------------------ | ---------- | ------- |
| Noir               | 742,545    | 93,35 % |
| De couleur         | 32,767     | 4,12 %  |
| Blanc              | 16,034     | 2,02 %  |
| Indien / Asiatique | 1,787      | 0,22 %  |

### Âge
| Age       | Population | %       |
| --------- | ---------- | ------- |
| 000 - 004 | 81 371     | 10,04 % |
| 005 - 009 | 108 992    | 13,45 % |
| 010 - 014 | 124 534    | 15,37 % |
| 015 - 019 | 110 945    | 13,69 % |
| 020 - 024 | 59 510     | 7,34 %  |
| 025 - 029 | 43 980     | 5,43 %  |
| 030 - 034 | 37 717     | 4,65 %  |
| 035 - 039 | 37 848     | 4,67 %  |
| 040 - 044 | 38 011     | 4,69 %  |
| 045 - 049 | 32 186     | 3,97 %  |
| 050 - 054 | 26 951     | 3,33 %  |
| 055 - 059 | 21 800     | 2,69 %  |
| 060 - 064 | 27 443     | 3,39 %  |
| 065 - 069 | 20 117     | 2,48 %  |
| 070 - 074 | 16 462     | 2,03 %  |
| 075 - 079 | 9 640      | 1,19 %  |
| 080 - 084 | 8 795      | 1,09 %  |
| 085 - 089 | 2 328      | 0,29 %  |
| 090 - 094 | 1 253      | 0,15 %  |
| 095 - 099 | 301        | 0,04 %  |
| 100 plus  | 90         | 0,01 %  |